# One Last Time
"One Last Time" é uma canção da cantora e compositora estadunidense Ariana Grande. A canção foi lançada gratuitamente na iTunes Store em 22 de agosto de 2014 como segundo single promocional do segundo álbum de estúdio de Grande, My Everything (2014).Em 10 de fevereiro de 2015, "One Last Time" foi lançada para as rádios de formato contemporary hit como 5º single do álbum. O famoso DJ e produtor David Guetta participou na composição do tema (apesar de, ao contrário do que seria de esperar, não ter sido um dos produtores do mesmo).
Na sequência do atentado na Manchester Arena, que ocorreu após o concerto de Ariana no mesmo local ter terminado, "One Last Time" foi adotada como tema de homenagem às vítimas do ataque. "One Last Time" foi o penúltimo tema que Ariana interpretou no espetáculo One Love Manchester, organizado em memória das vítimas do atentado, com praticamente todos os artistas que participaram do mesmo atrás da cantora.

## Recepção da crítica
A canção recebeu avaliações positivas dos críticos, que elogiaram os vocais de Ariana. John Mychal Feraren, da FDRMX, deu a "One Last Time" 4,2 de 5 estrelas, apelidando "One Last Time" de "uma excelente adição à lista de canções de sucesso de Ariana". Feraren afirmou que a "produção musical surpreendente" do single "é facilmente conjugada com voz sensual da cantora". Acrescentou ainda que Ariana "pode transformar uma música vazia em uma obra-prima, e nem muitos artistas de hoje pode fazer isso, por isso, Ariana é realmente abençoada por ter essa capacidade". Em outra nota, o crítico da FDRMX afirmou que Ariana tem a capacidade de levar os ouvintes a novas dimensões". O site PPcorn.com também elogiou "One More Time", mas criticou a letra do tema, afirmando que, apesar de canção "significar realmente alguma coisa", os versos 'Need to be the one who takes you home / One more time / I promise after that, I’ll let you go" ["Preciso ser quem te leva para casa / Mais Uma vez / Prometo que, depois disso, te vou deixar ir"] "um pouco patéticos". Lucas Villa, do AXS, referiu que "One Last Time" é o primeiro single de Grande desde "Baby I" (2013) que não conta com a participação vocal de mais nenhum artista. Ele elogiou a "sinceridade e graciosidade" da canção e acrescentou que "One Last Time" mostra um lado mais vulnerável da cantora, que "destaca os vocais doces" da mesma. Jason Lipshutz, da Billboard, afirmou que a canção "demonstra maturidade e a recém descoberta ambição" de Grande em My Everything.

## Performances ao vivo
Grande apresentou a canção no programa The Tonight Show Starring Jimmy Fallon em 1 de fevereiro de 2015. Ela cantou a música mais uma vez no intervalo do jogo NBA All-Star Game, em 15 de fevereiro de 2015 junto com outras canções de sucesso.
Para além de ter interpretado o tema no concerto One Love Manchester, em 4 de junho de 2017, Ariana incluiu também "One Last Time" nas suas turnês The Honeymoon Tour (2015) e Dangerous Woman Tour (2017).

## Vídeo musical
O videoclipe foi dirigido por Max Landis e retrata o fim do mundo. Antes da estreia do vídeo oficial, Landis escreveu o seguinte no Twitterː "A Terra passará catastroficamente pela cauda do cometa Eurydice em uma semana. Fique junto dos seus familiares e seus entes queridos". O vídeo foi filmado no início de janeiro de 2015 e Ariana explicou que ele era muito original e diferente, afirmando o seguinteː"Liguei para o Max [Landis] e eu disse 'quero fazer algo que termina exatamente assim', e descrevi o plano final". Ariana pediu igualmente a Landis que o videoclipe desse a ilusão de ter sido gravado em um único take. Landis respondeu a Ariana que esses pedidos eram "ambiciosos", "arrojados" e "diferentes", mas que iriam tentar esses mesmos conceitos. Um dia depois, Ariana afirmou que "o conceito era super legal", dizendo também que estava "muito nervosa devido a isso" e descrevendo o conceito do videoclipe como "único e estranho", mas também "emocionante".
O vídeo oficial da música foi lançado no canal da cantora no VEVO em 15 de fevereiro de 2015 e, até outubro do mesmo ano, acumulou 160 milhões de visualizações. Em meados de junho de 2017, o vídeo já havia ultrapassado os 260 milhões de visualizações.

### Sinopse

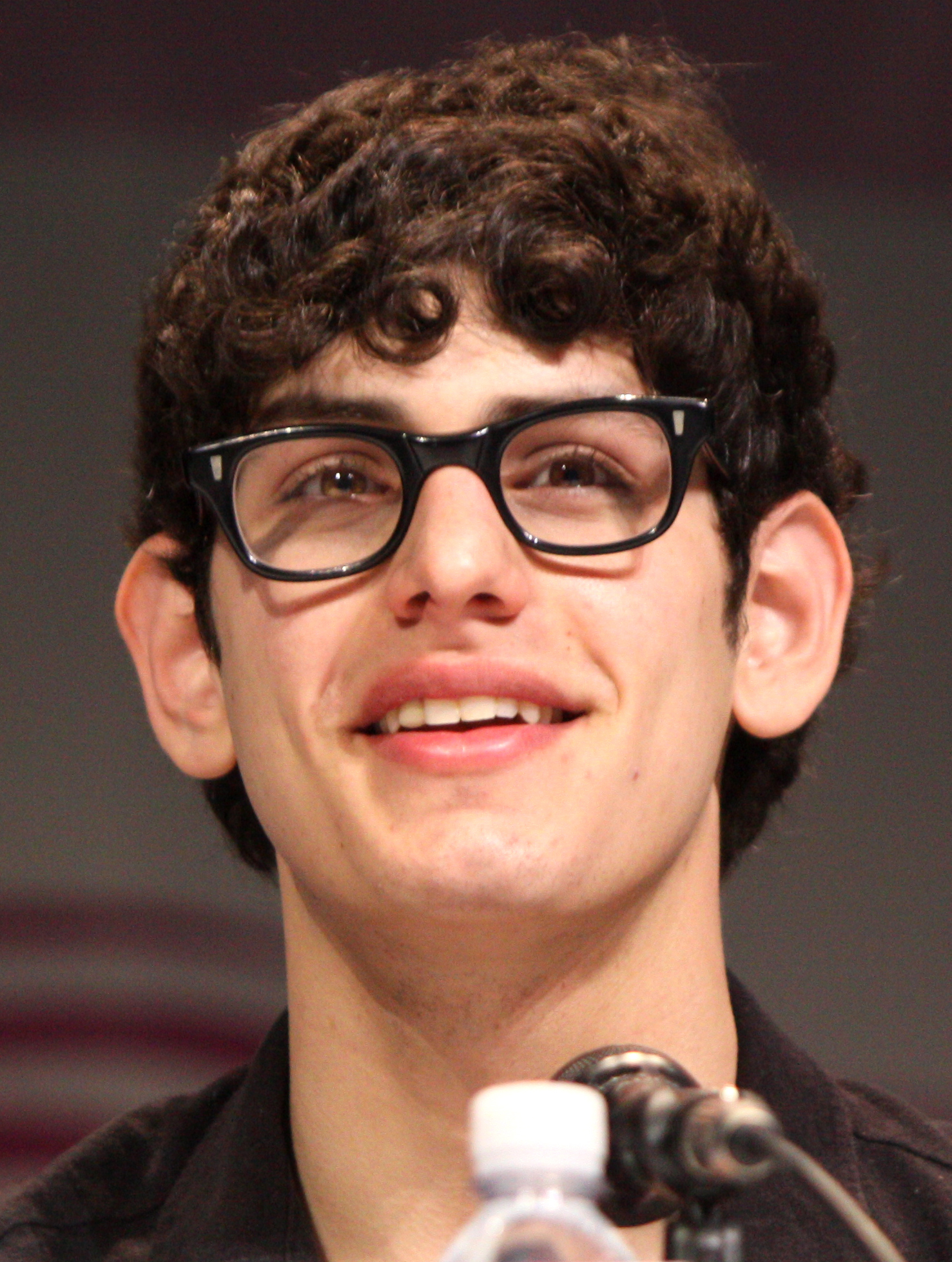
O ator estadunidense Matt Bennett interpreta o namorado de Grande no videoclipe.

No vídeo, surgem reportagens em monitores sobre o fato de Terra estar em rota de colisão com a cauda do cometa (fictício) Eurydice. Nas mesmas reportagens, são relatados o pânico e os tumultos que vão ocorrendo a nível mundial. Em todo o resto do vídeo, o mesmo é apresentado na perspectiva de uma câmera de vídeo amadora, utilizada pelo namorado de Grande (interpretado por Matt Bennett). Ambos estão presos no trânsito, tentando deixar a cidade. Grande parece está calma e quer ver o cometa. Impaciente, ela sai do carro enquanto Bennett a segue. Grande e o namorado passam por um grupo de pessoas, mas a polícia acaba por impedir o par de avançar. Enquanto isso, o cometa entra em erupção no céu e Grande consegue passar pela multidão, ao contrário da personagem de Bennett. O namorado de Ariana acaba por atravessar uma ambulância aberta e chegar à namorada em um corredor, que os conduz até um complexo de apartamentos. Os dois entram na casa de uma família e tentam sair por uma outra porta. Logo a seguir, há uma explosão no prédio, que mata os dois. O par de namorados prossegue e entra em uma sala cheia de telas de televisão falando sobre o cometa. Porém, quando tentam sair da sala, eles são atacados por um homem. Ambos conseguem escapar. Grande e Bennett acabam por chegar ao piso exterior do prédio (o último piso).  A câmera é, então, baixada, mostrando os dois abraçados pela última vez e o cometa acabando por colidir com o local.

### Alegação de plágio
Devido a semelhanças entre o videoclipe de "One Last Time" e o do single "You Are the One", da banda australiana Safia, Grande e Landis foram acusados de plágio e violação de propriedade intelectual. A polêmica se centrou nas semelhanças entre os temas apocalípticos e os estilos de gravação (baseado em um único take) dos dois videoclipes, assim como nas parecenças de conceito das cenas iniciais (uma protagonista feminina sai de um veículo, apesar da vontade contrária do protagonista do sexo masculino, que dirige esse mesmo veículo) e finais (abraço entre os dois namorados, enquanto o mundo acaba em torno deles) dos dois vídeos. Os membros da banda descreveram as semelhanças como um exemplo de quando "grandes gravadoras e/ou grandes empresas cinematográficas roubam ideias de pequenos criadores independentes, que estão trabalhando muito duro para fazer algo diferente." Apesar de reconhecer as semelhanças entre os dois vídeos, Landis negou que tivesse roubado o conceito à banda Safia e afirmou que ambos os vídeos tinham muito em comum com um terceiro videoclipe, pertencente à uma banda de Perth, Injured Ninja.

## Desempenho comercial
"One Last Time" estreou oficialmente na Billboard Hot 100 no número 80. Nas paradas secundárias Pop Songs e Rhythmic Songs, estreou em 28 e 38 respectivamente. À 10ª semana na Hot 100, o single chegou ao número nº13 da mesma, tornando-se o quarto tema de My Everything" (o quinto, se "Bang Bang" for também tido em conta) a entrar no top 20 da principal parada de êxitos dos EUA. Em junho de 2015, "One Last Time" ganhou o certificado de platina, assim como os quatro singles anteriores do álbum. A música também entrou no top vinte de diversos países, como no Canadá (nº 12), Austrália (nº 15) ou Nova Zelândia (nº 22).
Na França, foram lançadas duas versões da cançãoː a versão original e uma versão com o cantor francês Kendji Girac, intitulada "One Last Time (Attends-moi)" e em que o cantor canta na sua língua materna. Nesse mesmo país, a versão original de "One Last Time" chegou ai número 10, tornando-se seu primeiro tema de Ariana (e o único, à data de junho de 2017) a entrar no top 10 francês; país, enquanto a versão com Kendji Girac chegou ao número 11. Em Itália, foi lançada uma versão com o rapper italiano Fedez,
Já no Reino Unido e nos primeiros meses de 2015 (ou seja, época de lançamento do single), "One Last Time" tornou-se o 4º tema de Ariana a entrar no top 40 britânico (sucedendo aos singles número um "Problem" e "Bang Bang ", assim como o êxito de top 20  "Break Free") ao chegar à 24ª posição do UK Singles Chart. Seria o melhor posto alcançado por "One Last Time" até maio de 2017, quando o single reentrou na parada britânica, no nº 11, na sequência do atentado na Manchester Arena. Isto aconteceu, provavelmente, por os fãs de Ariana se terem esforçado para que o single chegasse a nº 1 da principal parada britânica em jeito de homenagem às vítimas do atentado.  Poucos dias depois do atentado, "One Last Time" acabou por ocupar a liderança da parada britânica do iTunes. Duas semanas depois do seu novo pico em terras britânicas - e já após ter sido relançado como um single com fins solidários, a favor das vítimas do atentado, na sequência do concerto que Ariana e outros artistas deram em Manchester, em 4 de junho de 2017, organizado com o objetivo de homenagear as vítimas do ataque e arrecadar fundos para os sobreviventes e familiares -, "One Last Time" alcançou à vice-liderança do UK Singles Chart, ficando apenas atrás de "Despacito".

## Faixas e formatos
- Download digital

| N.º | Título          | Duração |  |
| 1.  | "One Last Time" | 3:17    |  |

- Download digital

| N.º | Título                                                 | Duração |  |
| 1.  | "One Last Time (Attends-moi)" (featuring Kendji Girac) | 3:14    |  |

- Download digital

| N.º | Título                            | Duração |  |
| 1.  | "One Last Time" (featuring Fedez) | 3:18    |  |

## Prêmios e Indicações
| Ano  | Premio                | Categoria                | Resultado |
| ---- | --------------------- | ------------------------ | --------- |
| 2015 | MTV Millennial Awards | Hit Internacional Do Ano | Venceu    |
| 2015 | Teen Choice Awards    | Melhor Música Feminina   | Venceu    |

## Desempenho nas tabelas musicais

### Posições
| Tabela musical (2015)                                  | Melhor posição |
| ------------------------------------------------------ | -------------- |
| Austrália (ARIA Charts)                                | 15             |
| Alemanha (Media Control Charts)                        | 60             |
| Áustria (Ö3 Austria Top 40)                            | 55             |
| Bélgica (Ultratop 50 de Flandres)                      | 22             |
| Bélgica (Ultratop 40 da Valônia)                       | 10             |
| Canadá (Canadian Hot 100)                              | 12             |
| Canadá (CHR/Top 40)                                    | 3              |
| Dinamarca (Hitlisten)                                  | 19             |
| Eslováquia (IFPI Slovenská Republika)                  | 8              |
| Estados Unidos (Billboard Hot 100)                     | 13             |
| Estados Unidos (Billboard Pop Songs)                   | 6              |
| Estados Unidos (Billboard Rhythmic)                    | 5              |
| Estados Unidos (Adult Pop Songs)                       | 20             |
| França (Syndicat National de l'Édition Phonographique) | 10             |
| Irlanda (Irish Recorded Music Association)             | 23             |
| Itália (Federazione Industria Musicale Italiana)       | 6              |
| Japão (Japan Hot 100)                                  | 72             |
| Países Baixos (MegaCharts)                             | 11             |
| Nova Zelândia (NZ Top 40 Singles)                      | 22             |
| Reino Unido (UK Singles Chart)                         | 2              |
| Chéquia (IFPI Česká Republika)                         | 7              |
| Suíça (Schweizer Hitparade)                            | 25             |
| Suécia (Sverigetopplistan)                             | 22             |
| Noruega (VG-lista)                                     | 22             |

### Certificações
| País (Empresa)             | Certificação |
| -------------------------- | ------------ |
| Austrália (ARIA)           | 3× Platina   |
| Bélgica (BEA)              | Ouro         |
| Canadá (Music Canada)      | 2× Platina   |
| Dinamarca (IFPI Dinamarca) | Platina      |
| Estados Unidos (RIAA)      | Platina      |
| França (SNEP)              | Ouro         |
| Itália (FIMI)              | 2× Platina   |
| Países Baixos (NVPI)       | Ouro         |
| Noruega (IFPI Noruega)     | Ouro         |
| Polônia (ZPAV)             | 2× Platina   |
| Reino Unido (BPI)          | Platina      |
| Suécia (IFPI Schweiz)      | 2× Platina   |

## Versão com Kendji Girac
A versão francesa da canção (intitulada "One Last Time (Attends-moi)") conta com a participação do cantor francês Kendji Girac e foi lançada em 16 de fevereiro de 2015 apenas na França, Bélgica e Suíça. A canção também está incluída na versão deluxe do álbum de estreia de Kendji Girac, Kendji.

#### Posição
| Tabela musical (2015)                                  | Melhor posição |
| ------------------------------------------------------ | -------------- |
| França (Syndicat National de l'Édition Phonographique) | 11             |